# Amber Anning
Amber Anning (Londra, 18 novembre 2000) è una velocista britannica.

## Biografia
Ha sempre praticato l'atletica leggera fin da bambina. Nel 2020, grazie a una borsa di studio, inizia a frequentare l'Università statale della Louisiana e nel 2022 si trasferisce all'Università dell'Arkansas, passando a gareggiare per la squadra degli Arkansas Razorbacks e laureandosi nel 2024.
Nel 2017 partecipa ai Giochi del Commonwealth giovanili, dove finisce quarta in classifica nei 400 metri piani. A causa di un infortunio non riesce a prendere parte ai campionati mondiali under 20 del 2018.
Ai campionati europei indoor di Glasgow 2019 non supera le batterie di qualificazione dei 400 metri piani, ma conquista la medaglia d'argento nella staffetta 4×400 metri con le connazionali Laviai Nielsen, Zoey Clark ed Eilidh Doyle. Lo stesso anno partecipa ai campionati europei under 20 di Borås, portando alla Gran Bretagna la medaglia d'argento nei 400 metri piani e quella d'oro nella staffetta 4×400 metri.
Nel 2023 è nuovamente componente della staffetta 4×400 metri britannica, che conquista la medaglia di bronzo ai campionati mondiali di Budapest. Nel 2024, dopo essersi laureata campionessa britannica dei 400 metri piani, fa il suo debutto olimpico, classificandosi quarta nei 400 metri piani e conquistando due medaglie di bronzo nella staffetta 4×400 metri femminile e nella staffetta 4×400 metri mista, registrando il nuovo record nazionale britannico in tutte e tre le gare. Nel 2025 conquista la medaglia d'oro nei 400 metri piani ai mondiali indoor di Nanchino.

## Record nazionali
- 200 metri piani pista corta: 22"60 (i) ( Fayetteville, 26 gennaio 2024)
- 400 metri piani: 49"29 ( Parigi, 9 agosto 2024)
- Staffetta 4×400 metri: 3'19"72 ( Parigi, 10 agosto 2024) (Victoria Ohuruogu, Laviai Nielsen, Nicole Yeargin, Amber Anning)
- Staffetta 4×400 metri mista: 3'08"01 ( Parigi, 3 agosto 2024) (Samuel Reardon, Laviai Nielsen, Alex Haydock-Wilson, Amber Anning)

## Progressione

### 200 metri piani
| Stagione | Tempo    | Luogo        | Data      | Rank. Mond. |
| -------- | -------- | ------------ | --------- | ----------- |
| 2024     | 22"60(i) | Fayetteville | 26-1-2024 |             |
| 2023     | 23"38(i) | Fayetteville | 11-2-2023 |             |
| 2022     | 23"27(i) | Fayetteville | 12-2-2022 |             |
| 2021     | 23"38    | Baton Rouge  | 1-5-2021  |             |
| 2020     | 23"71(i) | Albuquerque  | 24-1-2020 |             |
| 2019     | 24"34(i) | Lee Valley   | 20-1-2019 |             |
| 2018     | 23"79    | Gainesville  | 13-4-2018 |             |
| 2017     | 23"76    | Bedford      | 27-8-2017 |             |
| 2016     | 24"93(i) | Lee Valley   | 10-1-2016 |             |
| 2015     | 24"75    | Gateshead    | 11-7-2015 |             |
| 2014     | 25"81    | Birmingham   | 11-7-2014 |             |

### 200 metri piani pista corta
| Stagione | Tempo    | Luogo        | Data      | Rank. Mond. |
| -------- | -------- | ------------ | --------- | ----------- |
| 2024     | 22"60(i) | Fayetteville | 26-1-2024 |             |
| 2023     | 23"38(i) | Fayetteville | 11-2-2023 |             |
| 2022     | 23"27(i) | Fayetteville | 12-2-2022 |             |
| 2020     | 23"71(i) | Albuquerque  | 24-1-2020 |             |
| 2019     | 24"34(i) | Lee Valley   | 20-1-2019 |             |
| 2018     | 23"83(i) | Birmingham   | 18-2-2018 |             |
| 2017     | 24"47(i) | Sheffield    | 26-2-2017 |             |
| 2016     | 24"93(i) | Lee Valley   | 10-1-2016 |             |
| 2015     | 25"18(i) | Sheffield    | 1-3-2015  |             |

### 400 metri piani
| Stagione | Tempo    | Luogo           | Data      | Rank. Mond. |
| -------- | -------- | --------------- | --------- | ----------- |
| 2024     | 49"29    | Parigi          | 9-8-2024  |             |
| 2023     | 50"68(i) | Fayetteville    | 25-2-2023 |             |
| 2022     | 51"87(i) | College Station | 26-2-2022 |             |
| 2021     | 51"78    | Jacksonville    | 29-5-2021 |             |
| 2020     | 52"22(i) | Fayetteville    | 14-2-2020 |             |
| 2019     | 52"18    | Borås           | 20-7-2019 |             |
| 2018     | 54"55(i) | Sheffield       | 24-2-2018 |             |
| 2017     | 53"68    | Nassau          | 21-7-2017 |             |

### 400 metri piani pista corta
| Stagione | Tempo    | Luogo           | Data      | Rank. Mond. |
| -------- | -------- | --------------- | --------- | ----------- |
| 2024     | 50"43(i) | Fayetteville    | 24-2-2024 |             |
| 2023     | 50"68(i) | Fayetteville    | 25-2-2023 |             |
| 2022     | 51"87(i) | College Station | 26-2-2022 |             |
| 2021     | 51"83(i) | Fayetteville    | 13-3-2021 |             |
| 2020     | 52"22(i) | Fayetteville    | 14-2-2020 |             |
| 2019     | 53"00(i) | Birmingham      | 10-2-2019 |             |
| 2018     | 54"55(i) | Sheffield       | 24-2-2018 |             |

## Palmarès
| Anno | Manifestazione              | Sede      | Evento        | Risultato | Prestazione | Note             |
| ---- | --------------------------- | --------- | ------------- | --------- | ----------- | ---------------- |
| 2017 | Giochi del Commonwealth U18 | Nassau    | 400 m piani   | Bronzo    | 53"68       |                  |
| 2017 | Giochi del Commonwealth U18 | Nassau    | 4x400 m       | Argento   | 3'25"45     |                  |
| 2019 | Europei indoor              | Glasgow   | 400 m piani   | Batteria  | 53"26       |                  |
| 2019 | Europei indoor              | Glasgow   | 4×400 m       | Argento   | 3'29"55     |                  |
| 2019 | Europei U20                 | Borås     | 400 m piani   | Argento   |             |                  |
| 2019 | Europei U20                 | Borås     | 4×400 m       | Oro       | 3'33"03     |                  |
| 2021 | Europei U23                 | Tallinn   | 400 m piani   | Batteria  | dns         |                  |
| 2023 | Mondiali                    | Budapest  | 4×400 m       | Bronzo    | 3'21"04     | [ 1 ]            |
| 2024 | Giochi olimpici             | Parigi    | 400 m piani   | 5ª        | 49"29       | [ 2 ]            |
| 2024 | Giochi olimpici             | Parigi    | 4×400 m       | Bronzo    | 3'19"72     | [ 3 ]            |
| 2024 | Giochi olimpici             | Parigi    | 4×400 m mista | Bronzo    | 3'08"01     | [ 4 ]            |
| 2025 | Europei indoor              | Apeldoorn | 400 m piani   | Batteria  | dq          |                  |
| 2025 | Europei indoor              | Apeldoorn | 4x400 m       | Argento   | 3'24"89     | Record nazionale |
| 2025 | Mondiali indoor             | Nanchino  | 400 m piani   | Oro       | 50"60       |                  |

## Campionati nazionali
- 1 volta campionessa britannica assoluta dei 400 metri piani (2024)

2017
- Argento ai campionati britannici under 17 indoor, 200 m piani pista corta - 25"09

2018
- Bronzo ai campionati britannici assoluti indoor, 200 m piani pista corta - 23"94

2019
- Argento ai campionati britannici assoluti indoor, 400 m piani pista corta - 53"00

2021
- 8ª ai campionati britannici assoluti, 400 m piani - 53"02

2023
- 4ª ai campionati britannici assoluti, 400 m piani - 51"62

2024
- Oro ai campionati britannici assoluti, 400 m piani - 50"47